# Chủ nghĩa bài Ấn Độ

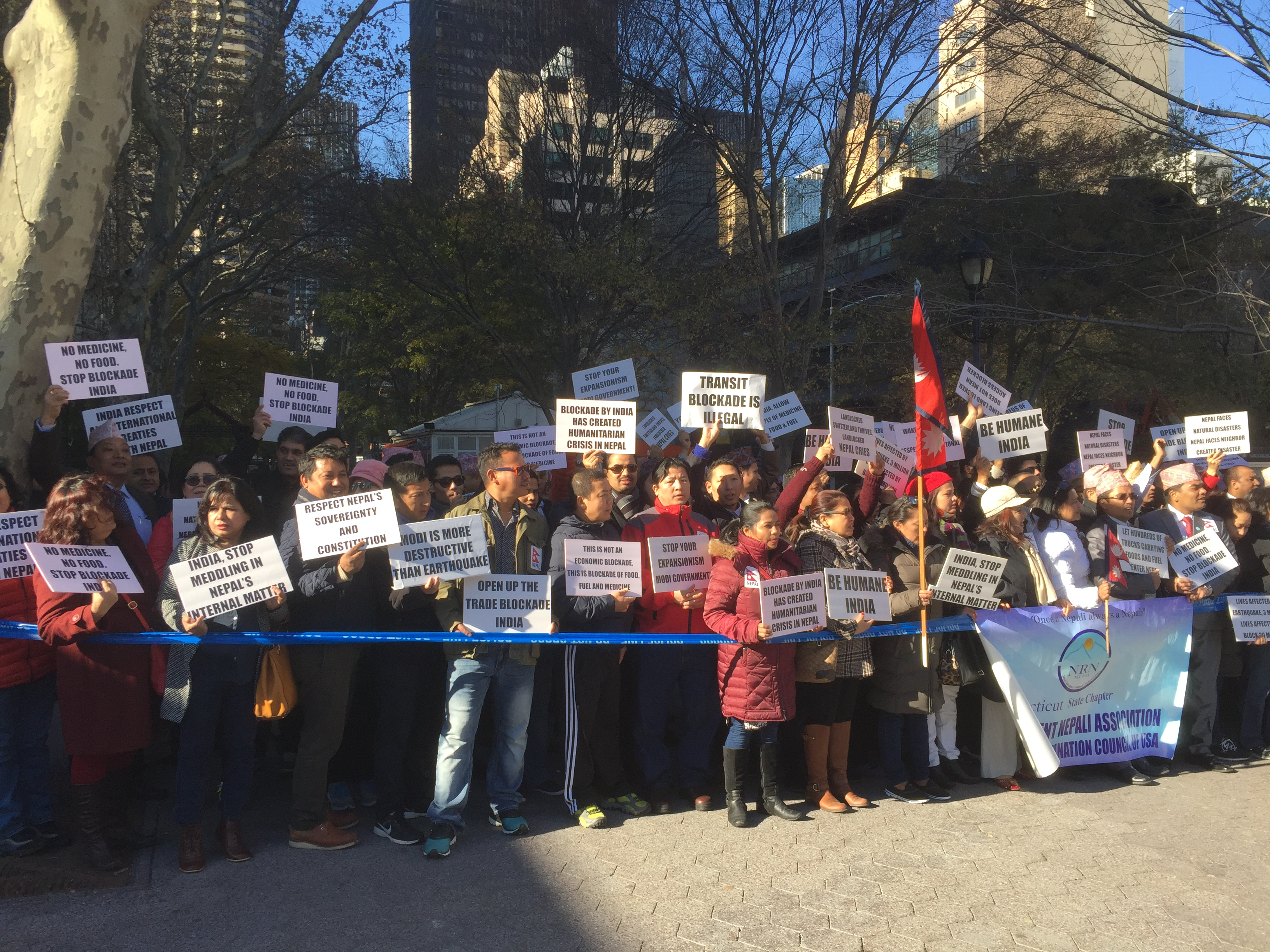
Các cuộc biểu tình chống Ấn Độ ở Nepal

Chủ nghĩa bài Ấn Độ hay Indophobia đề cập đến những cảm xúc tiêu cực và sự căm ghét đối với Ấn Độ, người Ấn Độ và văn hóa Ấn Độ. Indophobia được định nghĩa chính thức trong bối cảnh định kiến chống Ấn Độ ở Đông Phi là "xu hướng phản ứng tiêu cực đối với những người khai thác Ấn Độ chống lại các khía cạnh của văn hóa Ấn Độ và thói quen thông thường". Đối diện của nó là chủ nghĩa cuồng Ấn Độ (Indomania).

## Lịch sử chủ nghĩa bài Ấn Độ
Vào cuối thế kỷ 19, chủ nghĩa bài Trung Quốc đã xuất hiện ở Bắc Mỹ về người nhập cư Trung Quốc và lao động giá rẻ mà nó cung cấp, chủ yếu cho xây dựng đường sắt ở California và các nơi khác trên Bờ Tây. Trong thuật ngữ phổ biến thời đó, những người lao động bình thường, báo chí và chính trị gia đã phản đối "hiểm họa da vàng" này. Nguyên nhân phổ biến của việc loại bỏ người châu Á khỏi lực lượng lao động đã dẫn đến Liên minh loại trừ người châu Á. Khi cộng đồng Ấn Độ chủ yếu là những người Sikh gốc Punjab định cư tại California, sự bài ngoại đã mở rộng đến những người nhập cư Encompass từ Ấn Độ thuộc Anh.